# 10224 Hisashi
10224 Hisashi este un asteroid din centura principală, descoperit pe 26 octombrie 1997, de Naoto Satō.